# Nguyễn Trọng Hùng
Nguyễn Trọng Hùng (sinh ngày 03 tháng 10 năm 1997 tại Thành phố Thanh Hóa) là một cầu thủ bóng đá chuyên nghiệp thi đấu cho Câu lạc bộ bóng đá Đông Á Thanh Hóa tại V.League 1 ở vị trí tiền vệ.

## Thống kê sự nghiệp
Tính đến 20 tháng 8 năm 2023
| Câu lạc bộ       | Mùa giải  | Giải đấu   | Giải đấu | Giải đấu | Cúp Quốc gia | Cúp Quốc gia | Khác | Khác | Tổng cộng | Tổng cộng |
| Câu lạc bộ       | Mùa giải  | Hạng       | Trận     | Bàn      | Trận         | Bàn          | Trận | Bàn  | Trận      | Bàn       |
| ---------------- | --------- | ---------- | -------- | -------- | ------------ | ------------ | ---- | ---- | --------- | --------- |
| Đông Á Thanh Hóa | 2019      | V League 1 | 24       | 3        | 1            | 0            | 1[a] | 0    | 26        | 3         |
| Đông Á Thanh Hóa | 2020      | V League 1 | 3        | 0        | —            | —            | —    | —    | 3         | 0         |
| Đông Á Thanh Hóa | 2021      | V League 1 | 1        | 0        | —            | —            | —    | —    | 1         | 0         |
| Đông Á Thanh Hóa | 2022      | V League 1 | 22       | 0        | 3            | 1            | —    | —    | 25        | 1         |
| Đông Á Thanh Hóa | 2023      | V League 1 | 15       | 1        | 4            | 1            | —    | —    | 19        | 2         |
| Đông Á Thanh Hóa | Tổng cộng | Tổng cộng  | 65       | 4        | 8            | 2            | 1    | 0    | 74        | 6         |
| Tổng cộng        | Tổng cộng | Tổng cộng  | 65       | 4        | 8            | 2            | 1    | 0    | 74        | 6         |

[a]: play-off trụ hạng V League 2019

## Danh hiệu
Đông Á Thanh Hóa
- Cúp Quốc gia Việt Nam
  -  Vô địch: 2023
  -  Hạng ba: 2022